# Halînivka, Volodîmîr-Volînskîi
Halînivka (în ucraineană Галинівка) este localitatea de reședință a comunei Halînivka din raionul Volodîmîr-Volînskîi, regiunea Volînia, Ucraina.

## Demografie
Componența lingvistică a localității Halînivka
     Ucraineană (99,13%)
     Alte limbi (0,87%)
Conform recensământului din 2001, majoritatea populației localității Halînivka era vorbitoare de ucraineană (99,13%), existând în minoritate și vorbitori de alte limbi.